# Wiesenstrandläufer

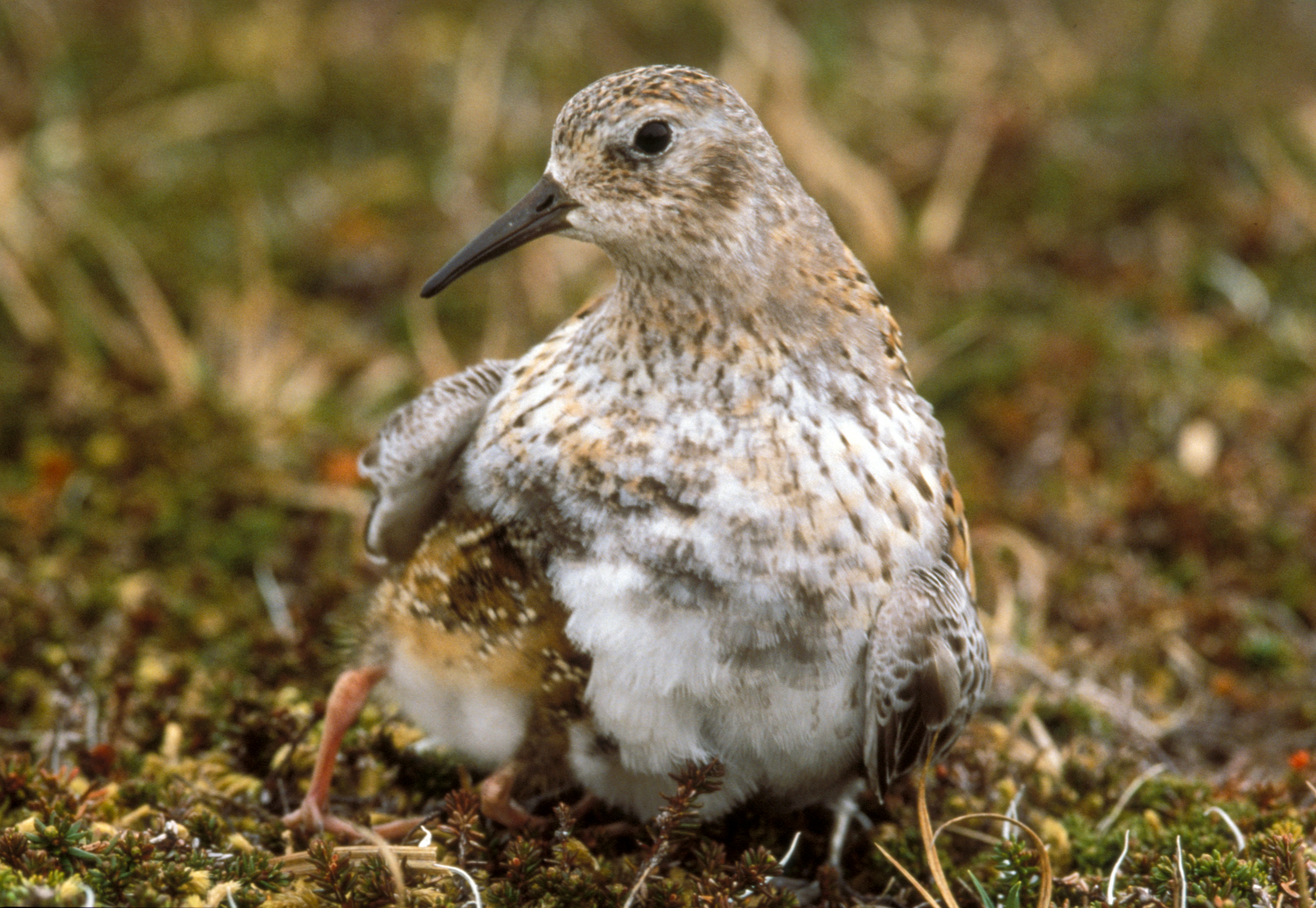
Wiesenstrandläufer mit Dunenküken

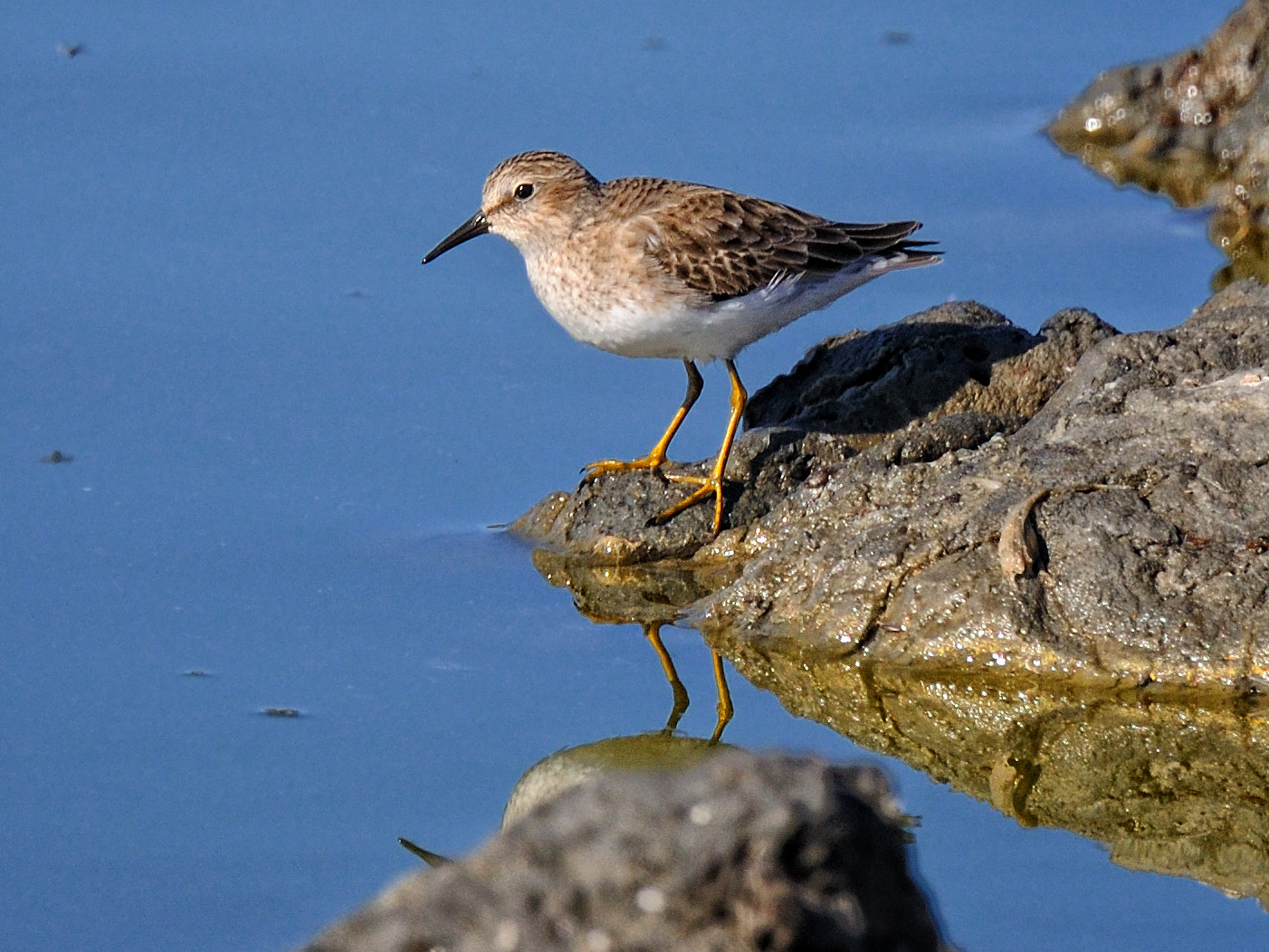
Wiesenstrandläufer im Schlichtkleid

Der Wiesenstrandläufer (Calidris minutilla) ist eine Art aus der Familie der Schnepfenvögel. Er ist unter den Calidris-Arten die kleinste Art. 

## Erscheinungsbild
Der Wiesenstrandläufer erreicht eine Körperlänge von zehn bis zwölf Zentimeter. Die Flügelspannweite beträgt 32 bis 35 Zentimeter. Das Gewicht variiert zwischen 16 und 25 Gramm.
Wiesenstrandläufer haben im Prachtkleid einen kastanienbraunen Oberkopf, der dunkelbraun und weiß gestreift ist. Die Wangen sind blass kastanienfarben. Die Brust ist ebenfalls blass kastanien- oder cremefarben mit kleinen, sternförmigen Fleckchen. Die Körperunterseite ist weiß. Der Mantel ist dunkelbraun bis schwarz. Die Federn auf dem Rücken sind dunkel kastanienfarben bis blassgelblich gesäumt, wodurch das Rückengefieder deutlich geschuppt erscheint. Im Schlichtkleid sind der Kopf und die Körperoberseite adulter Vögel braungrau. Die Körperunterseite ist weiß, wobei die Brust braungrau gestreift ist. Der Schnabel ist schwarz und an der Schnabelspitze leicht nach unten gebogen. Die Iris ist dunkelbraun. Die Füße und Beine sind gelb-grünlich.
Die Jungvögel sind ähnlich gefiedert wie adulte Vögel im Prachtkleid, ihre Gefieder ist insgesamt aber etwas farbenprächtiger mit einer intensiv kastanienbraunen und schwarzen Oberseite. Die Dunenjungen haben eine schwarz und rötlich-orange gefleckte Körperoberseite mit einer weißen Körperunterseite.
Verwechslungsmöglichkeiten bestehen vor allem mit dem Sandstrandläufer, der nur geringfügig größer als der Wiesenstrandläufer ist. Er hat jedoch schwarze Beine und Füße. Der Langzehenstrandläufer und der Zwergstrandläufer weisen ebenfalls eine sehr große Ähnlichkeit mit dem Wiesenstrandläufer auf.

## Verbreitung und Lebensraum
Der Wiesenstrandläufer ist eine nearktische Art. Er brütet vom Westen Alaskas bis nach Labrador, fehlt aber in der kanadischen Arktis. Der Wiesenstrandläufer ist sehr anpassungsfähig in den Ansprüchen an seinen Lebensraum. Er kommt in Wäldern, an der Baumgrenze und auf der offenen Tundra vor. Gewöhnlich lebt er in sumpfigen Gebieten sowie an Uferlinien, an Stränden und im Schwemmland der Küste. Der Wiesenstrandläufer ist ein Zugvogel, der im Süden der Vereinigten Staaten, auf den karibischen Inseln, in Zentralamerika und im Norden Südamerikas überwintert.

## Lebensweise
Der Wiesenstrandläufer frisst überwiegend Wirbellose, die er durch Picken und Stochern vom Boden aufnimmt. 
Während des Winterhalbjahres lebt der Wiesenstrandläufer gesellig, während der Fortpflanzungszeit sind Wiesenstrandläufer dagegen territorial. Das Männchen zeigt sein Revier an, indem es steil in die Luft steigt. Am Boden nähert sich das Männchen dem Weibchen, wobei ein oder beide Flügel ganz oder teilweise erhoben sind. Wiesenstrandläufer gehen eine monogame Beziehung ein, die über mehrere Fortpflanzungssaisons Bestand hat. Das Nest wird an feuchten Stellen in Gewässernähe errichtet. Das Gelege besteht aus drei bis vier braun- und cremefleckigen Eiern. Sie werden von beiden Elternvögel für 19 bis 23 Tage bebrütet. Nähert sich ein Prädator dem Gelege, versucht der Brutvogel den potentiellen Angreifer zu verleiten. Die Jungvögel sind in einem Alter von zwölf bis fünfzehn Tagen flügge und wenig später von den Elternvögeln unabhängig. Sie sind im Alter von einem Jahr geschlechtsreif.

## Belege

### Einzelbelege
1. ↑   Sale, S. 185
2. ↑   Sale, S. 185
3. ↑   Sale, S. 186
4. ↑   Sale, S. 186